# 沃特維爾 (堪薩斯州)
沃特維爾（英語：Waterville）是一個位於美國堪薩斯州馬歇爾縣的城市。

## 地方資料
根據2020年美國人口普查的數據，沃特維爾的面積為1.31平方千米，當中陸地面積為1.27平方千米，而水域面積為0.04平方千米。當地共有人口658人，而人口密度為每平方千米502.29人。